# 维尔沃沙伊德
维尔沃沙伊德是德国莱茵兰-普法尔茨州的一个市镇。总面积2.46平方公里，总人口67人，其中男性36人，女性31人（2011年12月31日），人口密度27人/平方公里。